# Israelites
Israelites von Desmond Dekker & The Aces wurde im Jahre 1969 zum ersten Millionenseller des Reggae.

## Entstehung
Desmond Dekker konnte in Großbritannien bereits im Juli 1967 mit 007 in den Charts Platz 14 erreichen. Die Idee für Israelites kam Dekker während eines Spaziergangs in einem jamaikanischen Park, als er ein Ehepaar über Geldnöte reden hörte. Am nächsten Morgen hatte er den Text fertig. Er handelt von den Sorgen der Armen. Israelites ist eine biblische Metapher über Entbehrung und Erlösung; man arbeitet wie ein Trojaner und leidet wie ein Israelite. In jamaikanischer Umgangssprache steht Israelites für Leiden (Armut, Hunger).
Der Titel verweist auf die Leidensgeschichte der Israeliten, insbesondere im Babylonischen Exil und vor dem Auszug aus Ägypten, meint jedoch das Schicksal der schwarzen Sklaven in Amerika bzw. auf Jamaika. Dieses Thema ist auch im Rastafari-Glauben weit verbreitet, Desmond Dekker war jedoch kein Rasta. Der Ich-Erzähler im Liedtext ist von Frau und Kindern verlassen worden, weil er nicht für sie sorgen konnte. Da er sich nun als Rude boy durch Kleinkriminalität am Leben erhält, fürchtet er sich davor, so zu enden wie Bonnie und Clyde, das berühmte Gangsterpärchen der dreißiger Jahre, das von der Polizei erschossen wurde.
Das Tempo des Songs beträgt bei Alla-breve-Zählweise 148 bpm. Die Tonart ist B-Dur (amerikanisch Bb major). Harmonisch beruht das Lied auf einer einfachen Dur-Kadenz. Ungewöhnlich ist jedoch die Verwendung des leiterfremden Akkordes Des-Dur am Ende jeder Phrase (also im Turnaround). Diese Stelle wird zusätzlich besonders akzentuiert durch die von Lead-Gitarre und E-Bass als schneller unisono-Lauf gespielte Des-Dur-Tonleiter aufwärts.

## Erfolg
Aufgenommen mit den Aces (Wilson James und Easton Barrington Howard) in Kingston/Jamaica im kleinen Tonstudio des chinesisch-jamaikanischen Produzenten und Mitkomponisten Leslie Kong unter dem Ursprungstitel Poor Mi Israelite / (My Precious World) The Man, wurde er in Jamaika im Oktober 1968 zunächst auf Kongs Beverley’s Records (BV #21) veröffentlicht. Dort entwickelte er sich zu einem Hit in Underground-Lokalen. Anfang 1969 wurde der Song von Pyramid Records in Lizenz genommen, in Israelites umbenannt und als Pyramid 6058 im März 1969 veröffentlicht. Nachdem der Piratensender Radio Caroline den Titel häufig gespielt hatte, konnte er trotz der unverständlichen Sprache in Großbritannien schnell an Popularität gewinnen. Der karibische Patois-Dialekt erschwerte das inhaltliche Verständnis, schien aber kein Verkaufshindernis zu sein. Allein in Großbritannien wurde der Titel 250.000 mal verkauft und erreichte am 16. April 1969 für eine Woche Rang eins der Hitparade. Ein erster Platz wurde auch in den Niederlanden, Deutschland, Südafrika, Kanada, Schweden und Jamaika belegt. In den USA drang das zeitlose Klagelied über die karibische Armut bis auf Rang neun der Charts vor. Insgesamt wurden bis Ende 1969 zwei Millionen Exemplare weltweit verkauft. Israelites war damit die erste rein jamaikanische Produktion, die Goldstatus erzielen konnte.
Das Jahr 1969 war sehr günstig für die Verbreitung des Reggae in der westlichen Welt, denn die Harry J Allstars erreichten mit Liquidator, die Upsetters mit Return of Django und Jimmy Cliff mit Wonderful World, Beautiful People am 29. November 1969 ebenfalls die britischen Top-Ten-Charts. Max Romeo war im August mit seinem Sommerhit Wet Dream bis auf Platz 10 der UK-Single-Charts vorgedrungen. Die damals trendsetzenden Beatles unterstützten sehr frühzeitig die Reggae-Bewegung mit Ob-La-Di, Ob-La-Da als Hommage auf diesen Musikstil, das in der im Dezember 1968 veröffentlichten Coverversion von The Marmalade zum britischen Top-Hit avancierte.